# Minami-dake
Minami-dake (南岳, Minami-dake)

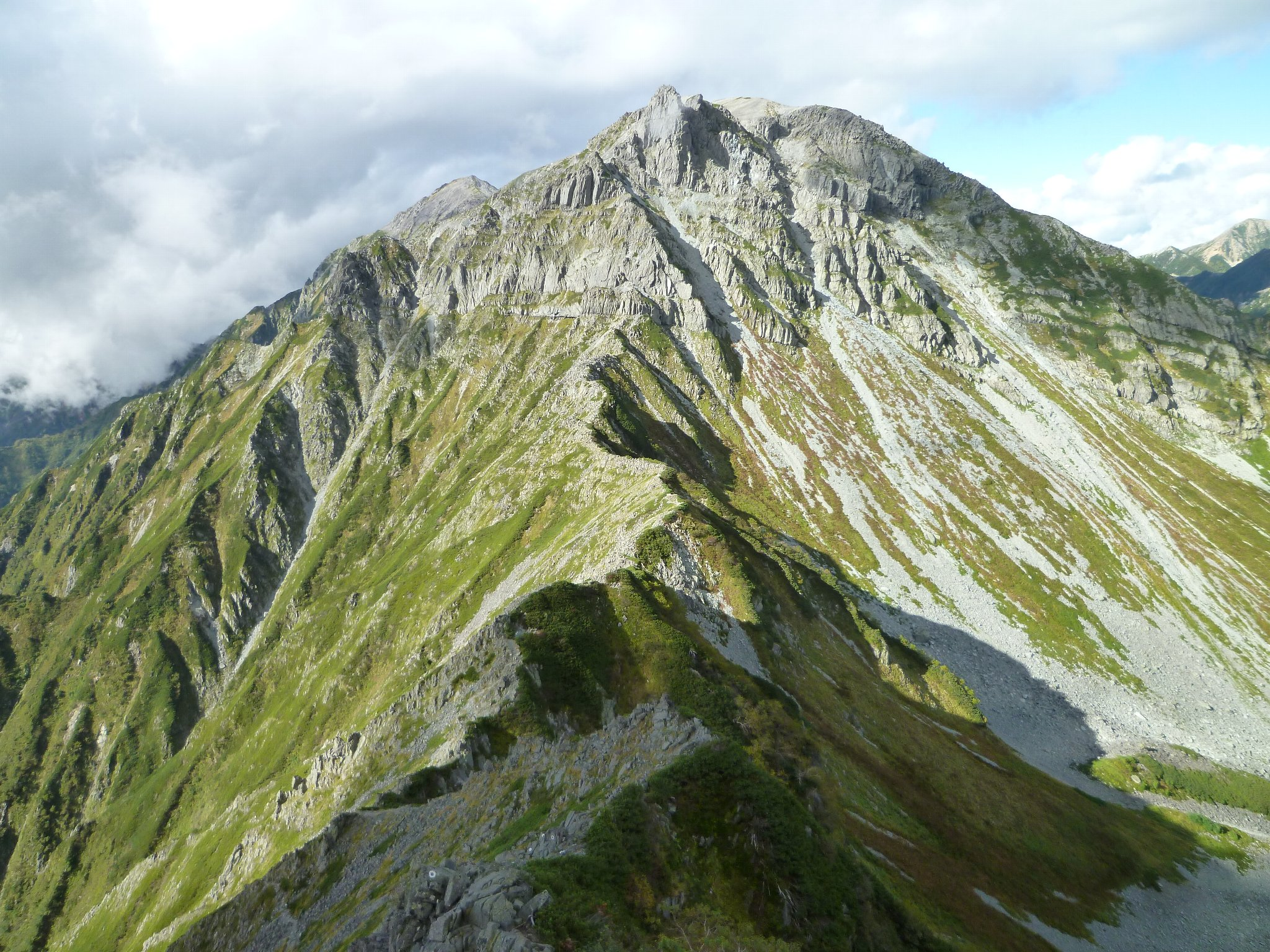
Imatge del volcà Minami-dake.

, o Mont Minami, és un volcà de la península de Shiretoko a Hokkaido, al nord-est del Japó.
La muntanya fa 3033 m d'alçada i és entre els tresmil del Japó. Té un refugi a prop del cim.